# Rhytiphora pulcherrima
Rhytiphora pulcherrima là một loài bọ cánh cứng trong họ Cerambycidae.